# Le Coup de soleil
Pour les articles homonymes, voir Coup de soleil (homonymie).
Singles de Richard Cocciante
Le train
(1978) Au clair de tes silences
(1980)
Pistes de Richard Cocciante
De temps qui passe en temps qui passe
Le Coup de soleil est une chanson écrite et composée par Jean-Paul Dréau en 1978 (sous le titre Le Coup d'soleil) et enregistrée par Richard Cocciante en 1979.

## Historique
Créée sous le titre Le Coup d'soleil par Jean-Paul Dréau en 1978, la chanson est enregistrée par Richard Cocciante en 1979 chez Polydor, puis sort au printemps suivant. Le titre devient un succès, classé numéro 7 dans les charts français avec plus de 250 000 exemplaires du 45 tours vendus.
Cette chanson a fait l'objet de plusieurs reprises dont celle de Vincent Delerm en duo avec Valérie Lemercier. Lorie l'a également reprise en 2012, comme premier single de son album de reprises Danse. Elle est reprise en 2014 par Grégoire sur la compilation Les Enfants du Top 50. Elle a aussi été reprise en zouk par Marvin, titre sorti en single en 2013 et accompagné d'un clip.
La mélodie de la chanson That Look You Give That Guy du groupe Eels sur l'album Hombre Lobo est largement inspirée de la composition de Jean-Paul Dréau. La chanteuse Angèle a réalisé une reprise en mixant les paroles des deux chansons.
En 2022, la jeune chanteuse Emma Peters a repris la chanson également a capella dans l’album «Live at home ».
En 2024, c'est dans le film "À toute allure" de Lucas Bernard que cette chanson est reprise, tant au cours du film que comme musique de générique de fin.
La chanson Lliwiau (1972) du groupe de folk féminin du pays de Galles Sidan possède également une mélodie similaire,,[source insuffisante].
Singles de Lorie
Dita
(2011) Les Divas du dancing
(2012)